# 科学技術会議
科学技術会議（かがくぎじゅつかいぎ）とは日本で1959年から2001年まで存在した科学技術政策に関する内閣の諮問機関であり総合科学技術・イノベーション会議（CSTI）の前身でもある。

## 概要
科学技術会議設置法に基づく形で1959年2月20日に総理府に設置された。
内閣総理大臣が議長、関係閣僚4名と有識者6名を議員とした本会議と政策委員会、運営会議、7の部会から構成されていた。
4月14日に第1回会議がひらかれた。大学における研究を含め人文科学を除いた全ての科学技術に関する政策の樹立や長期的な研究目標の設定およびその推進策の決定などについてを扱い、内閣総理大臣にはその答申を尊重する義務が存在する。2000年までに26の答申を行った。
2001年の内閣府設置法施行に伴い廃止され、総合科学技術会議（Council for Science and Technology Policy、略称：CSTP）を経て2014年に総合科学技術・イノベーション会議に改組された。

## 参考資料
- 日本歴史大事典 (小学館)